# Теон Грейджой
Тео́н Грейджо́й (англ. Theon Greyjoy) — персонаж серии фэнтези-романов «Песнь Льда и Огня» американского писателя Джорджа Р. Р. Мартина. Представитель великого дома Грейджоев, живущий у Старков в качестве заложника и воспитанника. Является одним из центральных персонажей (ПОВ) серии, от лица которого ведётся повествование некоторых глав романов. Впервые появляется в книге «Игра престолов» (1996) в качестве второстепенного персонажа. В книгах «Битва королей» (1998), «Танец с драконами» (2011) и «Ветра зимы» является одним из центральных персонажей.
В телесериале «Игра престолов» роль Теона Грейджоя играет британский актёр Альфи Аллен.

## Роль в сюжете[3]

### Игра Престолов
Теон присутствовал на казни Гареда, где подавал лорду Эддарду Старку меч и забавы ради пнул отрубленную голову дезертира. Когда Робб Старк и Джон Сноу обнаружили лютоволчат, Халлен сказал, что щенков ждет медленная смерть от голода и холода, Теон был готов убить одного щенка и даже обнажил меч, но Робб и Джон уговорили Эддарда оставить щенков в живых; о Призраке Теон сказал, что альбинос умрет даже быстрее, чем остальные. На пиру в честь короля Теон шел в процессии лордов одним из последних, вместе с Бендженом Старком, и притворился, что не замечает Джона Сноу, сидевшего в зале среди оруженосцев. Во время учебного боя во дворе Теон ухватил Робба Старка за руку и не давал ему кинуться на Джоффри Баратеона с кулаками. Позже он ездил на королевскую охоту в Волчий Лес.
После покушения на жизнь Брана Старка леди Кейтилин обсуждала с Роббом, Теоном и Родриком Касселем опасность для семьи Старков, взяв со всех троих клятву молчать. Эддард Старк при встрече с Кейтилин в Королевской Гавани попросил её тщательно приглядывать за Теоном Грейджоем: в случае войны Северу очень пригодился бы флот Грейджоев. Теон вместе с Халлисом Молленом на правах телохранителей стояли за спиной Робба Старка, когда тот принимал Тириона Ланнистера, возвращавшегося со Стены. Во время конной прогулки в Волчий Лес Теон взял с собой лук со стрелами, объявив, что хочет завалить оленя; в Зимнем Городке он показывал Роббу Старку на одну из своих любовниц, Киру. По словам Робба, Теон предлагал созвать знамёна и выступить на войну, как только из столицы пришла весть о нападении Джейми Ланнистера на Эддарда Старка. Стрелы и лук ему пригодились при нападении одичалых и дезертиров на Брана — Теон застрелил дезертира Стива, когда тот взял Брана в заложники. Однако вместо благодарности за спасение брата Робб отругал Теона, за то, что тот рисковал жизнью Брана. Из одичалых в живых осталась только Оша, рассерженный Теон предложил Роббу отдать её волкам. Робб отверг его предложение и взял Ошу в качестве пленницы в Винтерфелл.
Когда армия Севера выступила на войну, Теон и Большой Джон Амбер ехали рядом с Роббом во главе колонны. На Рву Кейлин Кейтилин Старк, желая поговорить с сыном наедине, выпроводила всю его свиту из чертога Воротной Башни, Теон посчитал, что к нему это не относится, и Кет пришлось отдельно просить Теона выйти. При движении по Перешейку Теон доставлял Роббу вести от передового отряда разведчиков Бриндена Талли; в битве в Шепчущем Лесу Теон входил в 30 человек, составивших охрану Робба, и гордился тем, что был совсем рядом с Джейме Ланнистером во время боя и чуть не скрестил с ним меч. Вместе с Большим Джоном тащил пленного Джейми Ланнистера. Теон предложил казнить пленника, но Робб отказался сделать это. Он находился в одной лодке с Роббом во время торжественного входа в Риверран, и на руках перенес Кейтилин Старк на пристань.

### Битва Королей
Теон, после коронации Робба Старка, был отправлен Роббом на Пайк с секретным письмом к своему отцу. Теон отправил ворона из Риверрана о своем возвращении домой, однако Бейлон не прислал за ним корабль в Сигард, и Теон вынужден был добираться до Пайка на попутном корабле, торговой шхуне «Мириам» из Староместа. По дороге Теон спал с дочкой капитана, и девушка, вероятно, забеременела от него. Бейлон Грейджой встретил сына холодно и отверг предложение Робба, в котором Бейлону было предложено сделать его королем Железных Островов в обмен на военную помощь Старкам в войне Пяти Королей.
Узнав о войне в Семи Королевствах Бейлон Грейджой созывает знамёна. Для Теона строится ладья. Теон принимает немого Векса Пайка в оруженосцы, как часть сделки с лордом Ботли по покупке лошади. В Лордспорте Теон знакомится с девушкой Эсгред, которая представляется беременной женой корабельщика, Теон флиртует с ней и увозит с собой в Пайк, впоследствии она оказывается его сестрой Ашей Грейджой. Аша на пиру жестко подтрунивает и смеется над Теоном, унижая его. Сердитый на сестру Теон называет свою ладью в честь Аши Морской Сукой. Бейлон рассказывает о своем плане захвата Севера, дает Аше 30 кораблей для захвата Темнолесья, а Теону — 8 кораблей для грабежей Каменного Берега, также с ним отправляют Дагмера Щербатого на Пеноходце и Эйрона Мокроголового. Теон рассержен. Он считает, что способен на большее.
На Каменном Берегу железнорожденные под предводительством Теона уничтожают отряд Бенфреда Толхарта Дикие Зайцы, сжигают рыбацкую деревню, женщин забирают в морские жены, рабыни или убивают, мужчин также убивают, оставляя в живых несколько человек, которые могли бы доставить весть о нападении в Торрхенов Удел. Теону не доставляют радости такие способы ведения военных действий, и не дает покоя обида на отца за то, что тот считает Теона недостойным наследником, и Аше доверяет больше, чем ему. Теон предлагает Дагмеру Щербатому нарушить приказ Бейлона, оставить на Каменном берегу 6 кораблей под руководством Эйерона Мокроголового, и напасть на Торрхенов удел.
Когда в Винтерфелле становится известно о нападении на Торрхенов Удел, сир Родрик Кассель снимает гарнизон и отправляется на выручку, по дороге к нему присоединяется отряд Клея Сервина. Теон со своими людьми, обойдя силы Касселя, ночью нападает на Винтерфелл. При помощи веревок с крючьями железнорожденные преодолевают стены замка и переплывают ров между ними. Мейстер Лювин успевает отправить ворона в Белую Гавань. Теон освобождает Ошу и выпускает из темницы Вонючку, которые первыми приносят ему клятву верности.
Заставив Брана Старка сдать ему Винтерфелл, Теон отправил Стигга в Темнолесье к Аше за подмогой. Теон вызвал в Винтерфелл Киру — служанку из пивной «Дымящееся Полено» в Зимнем Городке и сделал её своей любовницей. Однажды ночью Бран Старк, Рикон Старк, Ходор, Оша, Жойен Рид и Мира Рид вместе с волками сбежали. Поиски с собаками велись целый день, но безуспешно, следы волков терялись в ручье, когда стало понятно, что беглецов найти не удастся — Вонючка показал Теону предусмотрительно взятую им из замка одежду Брана и Рикона, и предложил Теону вместо них убить детей того же возраста, сыновей мельничихи с Желудевой, и выдать их изуродованные тела за тела Старков.
Головы детей были вывешены над воротами. Лювин просил Теона снять их, пришить головы к телам и захоронить останки детей в крипте Винтерфелла. Теон запретил ему делать это и сжег тела детей в тот же день. Среди пепла Теон отыскал остатки брановой серебряной пряжки в виде волчьей головы, и всегда носил её с собой.
В течение нескольких дней после смерти детей были убиты трое железнорожденных — Гелмарр Угрюмый, Аггар и Гинир Красноносый, которые были вместе с Теоном и Вонючкой на мельнице и знали, что убитые дети — не Старки. После того, как Вонючка убил всех троих — Теон хотел убить и самого Вонючку, но не решился. Вонючка умел читать и писать, и мог спрятать письмо с подробностями убийства детей — похоже, что эту мысль внушил Теону сам Вонючка. Теон обвинил в этих убийствах псаря Фарлена и казнил его.
Приехавшая из Темнолесья Аша Грейджой уговаривала Теона бросить Винтерфелл и вернуться с ней в Темнолесье, так как Винтерфелл находится слишком далеко от моря и его не удержать. Теон отказался и Аша, оставив ему 10 человек, вернулась в Темнолесье. Теон отправлял воронов с письмами о помощи отцу на Пайк и своему дяде Виктариону Грейджою на Ров Кейлин, но ни ответа, ни помощи не получил. Теон был в отчаянии, его военная операция не принесла ему уважения железнорожденных, северяне ненавидят его, и его мучают ночные кошмары из-за убитых детей, мельничихи и северян. Копившееся напряжение, страх и вина требовали выхода, и однажды ночью Теон сорвал свои эмоции на Кире: проснувшись от очередного кошмара, он в постели грубо обошелся с Кирой, наставил ей синяков и укусов, а потом прогнал из спальни.
После отъезда сестры Вонючка предложил Теону свою помощь — пообещал собрать 200 человек для обороны Винтерфелла, если Теон даст ему 200 монет и Паллу, дочь Фарлена. Теон согласился, но считал, что Вонючка сбежал с деньгами, и радовался, что он больше его не увидит.
Войско северян, разбившее Дагмера Щербатого в бою у Торрхенова Удела, вернулось к Винтерфеллу, к нему присоединились люди Мандерли, Толхарта, Карстарков и Флинтов. Всего около двух тысяч человек против семнадцати человек у Теона. Теон использовал для шантажа дочь Родрика Касселя — маленькую Бет Кассель, и грозился её повесить в случае штурма. Мейстер Лювин уговаривал Теона сдать замок и вступить в Ночной Дозор, что позволило бы Теону остаться в живых и добиться успехов и уважения на службе в Дозоре. Теон был почти готов согласиться, но в этот момент к Винтерфеллу подошел отряд из 600 человек под знаменем Дредфорта. Люди Болтонов сначала присоединились к войску сира Родрика, а затем предательски напали на них и уничтожили. Теон впустил дредфортцев в Винтерфелл. К удивлению Теона их предводителем оказался Вонючка, который раньше лишь притворялся собственным слугой. Это был Рамси Сноу — бастард Русе Болтона. Рамси потребовал в качестве награды Киру вместо Паллы, когда Теон возмутился — Рамси ударил его кольчужной перчаткой прямо в лицо и сломал Теону скулу. Теона и молодых женщин Рамси увез в Дредфорт, как пленников, обоих Фреев — Уолдера Большого и Уолдера Малого, как воспитанников, остальных жителей замка дредфортцы убили, а Винтерфелл был сожжен.

### Буря Мечей и Пир Стервятников
В данных книгах Теон не появлялся, однако был неоднократно упомянут.
Лотар Фрей перед Красной Свадьбой рассказал Роббу Старку, что его племянники Уолдер Большой и Уолдер Малый написали ему письмо из Дредфорта, в котором рассказывалось, что Теон и железнорожденные убили всех жителей Винтерфелла, уничтожили войско Родрика Касселя, а сам замок сожгли. Рамси Сноу, прибывший на помощь Касселю, успел спасти лишь женщин и детей, которые во время боя находились в укрытии, и увез уцелевших в Дредфорт. О судьбе самого Теона в письме не говорилось.
На Пайке погибает Бейлон Грейджой. По закону Теон становится королем Железных Островов. В день смерти Бейлона на родину прибывает его дядя, Эурон Вороний Глаз и занимает Морской Трон.
В Близнецах, перед свадьбой Эдмара Талли и Рослин Фрей, Русе Болтон показывает Роббу Старку и Кейтилин Старк письмо от своего бастарда Рамси Сноу, в котором говорится о битве северян и железнорожденных. Якобы после смерти Родрика Касселя и Леобальда Толхарта — сам Рамси возглавил северян и перебил людей Теона. Сам же Теон находится в Дредфорте, в плену. В письмо был вложен кусок кожи, снятый с левого мизинца Теона. Однако тут ошибка — левый мизинец Теона в целости и сохранности.
Русе Болтон предлагает потребовать у островитян уступки в обмен на казнь Теона — законного короля Железных Островов.
Робб соглашается сохранить Теону жизнь в качестве пленника в Дредфорте, до момента победы северян над железнорожденными на Севере.
В книге «Пир стервятников» через некоторое время после битвы под стенами Винтерфелла в замке побывала Аша Грейджой со своими людьми. Тела погибших северян на месте битвы были сильно погрызены волками, и узнать был ли среди убитых Теон казалось невозможным. Аша считает Теона мертвым.

### Танец с драконами
В плену в Дредфорте Рамси Болтон приказал выбить Теону зубы (как известно, Теон любил улыбаться) и после лишил его нескольких пальцев на руках и ногах; предварительно Рамси приказывал сдирать кожу с пленника до тех пор, пока тот, чтобы избавиться от мучений, сам не начинал умолять об избавлении от конечности.
Однажды ради развлечения Рамси позволил Кире, с которой Теон спал, будучи Принцем Винтерфелльским, похитить ключ от камеры. Когда пленники бежали достаточно далеко, Рамси спустил на них собак и выследил обоих, поскольку Кира отказалась пойти с Теоном разными путями. В наказание Теон лишился нескольких пальцев, тогда как Киру Рамси изнасиловал и освежевал.
Рамси дал Теону новое имя — Вонючка, в честь своего прежнего слуги, и жестоко наказывал его каждый раз, когда он вспоминал, кто он есть на самом деле. В конце концов, он лишился части зубов, пальцев на руках и ногах, его волосы поседели, он вынужден был питаться крысами, которых мог поймать в камере и с ужасом вспоминал о том, кто он есть на самом деле, так как за это могло последовать жестокое наказание. Для того, чтобы освободить проход войску отца, Рамси приказал Вонючке от лица Теона Грейджоя убедить островитян, удерживающих Ров Кейлин, сдать крепость миром. Когда железные люди вышли на милость Рамси, тот накормил их и после зверски убил. В благодарность за хорошую игру, Рамси удостоил Вонючку чести жить вместе со своими собаками.
Позже Русе Болтон забрал Грейджоя у сына и доставил его к леди Барбре Дастин, так как Теон, будучи воспитанником Неда Старка, был единственным, кто знал, как выглядит Арья Старк и мог выдать её замуж за Рамси Сноу.
На время пребывания в Винтерфелле Теону было позволено носить одежду со своим родовым гербом. Во время первой брачной ночи Рамси решил, что его новая невеста недостаточно готова для любви и приказал Теону помочь ему — «подготовить молодую с помощью рта», позже он сказал, что когда все закончится, он, Рамси, отрежет Теону губы. Вероятно, со стороны Рамси это была шутка (в присущем ему стиле), поскольку эту свою угрозу он не исполнил.
Теон вместе с Мансом и сопровождающими его женщинами участвовал в похищении «лже-Арьи», однако выжили только они вдвоем. Позже они были найдены отрядом из черных братьев и железных людей, оставшихся от команды Аши, сопровождавших служителя Железного банка, и препровождены в лагерь Станниса, где он встретил Ашу.

### Ветра зимы
Вместе со своей сестрой Ашей Теон находится в плену у Станниса Баратеона, который готовится к сражению с Болтонами.

## В экранизации
В телесериале «Игра престолов» роль Теона Грейджоя играет британский актёр Альфи Аллен.
Сюжетная линия Теона в шестом сезоне расходится с книжной и в основных моментах повторяет сюжетную линию Виктариона Грейджоя из книг.

#### Третий сезон
Несмотря на отсутствие в книге «Буря мечей» Теон появляется в третьем сезоне сериала. На протяжении большей части третьего сезона Теон находится в Дредфорте в плену у Рамси Сноу (сына Русе Болтона).

#### Четвёртый сезон
Теон встречает Русе Болтона, который в отличие от книги возвращается домой в Дредфорт окольными путями, поскольку Ров Кейлин на тот момент находился под контролем железнорожденных. Яра предпринимает попытку вызволить брата. Ей удается проникнуть в Дредфорт ценой жизни нескольких своих людей, но Теон наотрез отказывается покидать клетки для собак, в которой его держат. Как и в книгах, Теон помогает Болтонам захватить Ров Кейлин. После того, как по указу короля Томмена Рамси становится узаконенным сыном Русе Болтона, Теон вместе с войском Болтонов отправляется к Винтерфеллу.

#### Пятый сезон
Теон сопровождает невесту Рамси на их свадьбе с той разницей, что в сериале это настоящая Санса Старк. Рамси принуждает Теона присутствовать на консумации брака, а после велит ему прислуживать Сансе и охранять её. Санса пробует убедить Теона бежать, но он все ещё слишком напуган и отказывается. В конце концов, Санса решает, что смерть лучше такой жизни и объявляет Теону, что сбежит и без него. Услышав об этом, любовница Рамси Миранда угрожает Сансе, целясь в неё из лука, и в этот момент Теон решает спасти Сансу и толкает Миранду со Стены. Затем он вместе с Сансой прыгает со стены замка в сугроб.

#### Шестой сезон
В шестом сезоне сюжетная линия Железных островов расходится с книжной историей. После побега из Винтерфелла, Теон и Санса пытаются уйти от гончих Рамси; Теон выходит к ним, чтобы отвлечь погоню от Сансы, но те не ведутся на уловку и находят Сансу. Вовремя подоспевшая, Бриенна убивает людей Болтона, а Теон впервые берет оружие и закалывает бойца, едва не убившего оруженосца Бриенны Подрика. После этого Теон решает покинуть Сансу и вернуться в отчий дом. По прибытии он узнает, что отец мертв, и Яра уверена, что Теон вернулся за отчей короной. В сериале Теон частично берет на себя книжную роль Тристофера Ботли: он сообщает Яре, что пришел для того, чтобы поддержать её притязания на Морской трон. Однако на вече свои права на трон предъявляет Эурон Грейджой, дядя Яры и Теона, и железнорожденные предпочитают его. Яра и Теон вынуждены спасаться бегством, уведя с собой лучшую часть Железного флота. Яра решает отправиться к Дейнерис Таргариен, о союзе которой Эурон так много говорил на вече, и предложить ей корабли вперед дяди. Во время остановки в Волантисе, Яра требует, чтобы Теон оставил свое прошлое в Дредфорте в прошлом и восстал вновь, сильнее и крепче чем прежде. По прибытии в Миэрин Грейджои предстают перед королевой Дейнерис и заключают соглашение: они присягают ей на верность, помогают доставить её войско в Семь Королевств, оставляют в прошлом пиратские обычаи Железных островов, а драконья королева помогает сокрушить Эурона Грейджоя, поддерживает права Яры на Морской трон и позволяет островам быть самостоятельным королевством.

#### Седьмой сезон
В 7 сезоне Теон Грейджой участвует в морском сражении против своего дяди Эурона. Потерпев поражение, он прыгает за борт корабля, оставляя Яру в руках Эурона. Его подбирает корабль, оставшийся от эскадры. Теона клянут за трусость и за то, что он бросил Яру. Вместе с этим кораблём Теон прибывает на Драконий камень, где встречает Джона Сноу. Джон говорит ему, что тот ещё жив потому, что спас Сансу от Рамси. В последней серии сезона Теон и Джон беседуют наедине в тронном зале. Джон говорит Теону, что он не только Грейджой, но он и Старк, поскольку вырос в их семье и Эддард Старк был ему отцом больше, чем родной отец. Единственным человеком из Грейджоев, которому действительно был нужен и дорог Теон, была его сестра, Яра. Затем Теон идёт к своим людям и говорит, что они отправятся спасать Яру. Он вступает в конфликт с их неформальным вожаком и побеждает его в драке, после чего ведёт своих людей в погоню за Эуроном.

#### Восьмой сезон
В финальном сезоне Теон освобождает свою сестру из плена, а после отправляется в Винтерфелл. Защищая Брана Старка убивает сотню мертвецов, после попытки нападения на предводителя ходоков погибает от рук Короля Ночи. Его тело сжигает Санса Старк.